# Saison cyclonique 2005 dans l'océan Atlantique nord
La saison 2005 des ouragans (cyclones tropicaux dans l'océan Atlantique) a lieu par convention du 1er juin au 30 novembre 2005, période où se produisent la plupart des cyclones sur l'Atlantique.

## Description
La saison cyclonique 2005 de l'Atlantique a été celle des records. La totalité de la liste des 21 noms a été utilisée, puis les six premières lettres grecques, pour un total de 28 (*), dépassant le précédent record de 21 cyclones enregistrés dans la saison cyclonique de 1933. Ce record a été battu par la saison 2020 avec 31 systèmes, dont 30 nommés.
L'ouragan Epsilon a été le 15e ouragan de la saison, battant le précédent record de 12 ouragans établi en 1969 ; quatre ouragans de catégorie 5 (soit Emily, Katrina, Rita et Wilma) ont été observés pour la première fois dans une même saison cyclonique ; le précédent record était de deux sur une même saison en 1960 et 1961.
Katrina a été le cyclone tropical le plus coûteux de l'histoire avec des dégâts estimés à au moins 80 milliards de dollars, battant le record de 26,5 milliards de l'ouragan Andrew en 1992. Wilma a été le plus puissant ouragan du bassin de l'Atlantique, avec une pression centrale de 882 hPa (18 octobre à 8 h EDT), battant l'ouragan Gilbert de 1988 (888 hPa) ; et a connu une baisse de pression de 98 hPa en 24 heures, dont 61 hPa en 6 heures. Wilma a  également battu le record d’avoir le diamètre de l'œil le plus petit jamais observé dans l’Atlantique (2 n mi ou 3,7 km). Les inondations associées à l'ouragan Stan ont occasionné entre 1000 et 2000 décès dans l’Amérique centrale. La tempête tropicale Zeta a sévi à mi-chemin entre les années 2005 et 2006. La dernière fois qu'on avait observé ce phénomène remonte à la saison 1953-1954 (Ouragan Alice #2). L'ouragan Beta a été le premier ouragan majeur (de catégorie 3 ou plus) désigné par une lettre de l'alphabet grec. L'ouragan Vince a été le premier ouragan à avoir jamais touché les côtes européennes (péninsule Ibérique) et à s'être formé au large de l'Afrique du Nord.
Les lettres V et W n'avaient jamais été utilisées pour nommer un cyclone, soit depuis 1950, année depuis laquelle les tempêtes ont été systématiquement nommées. Pour la troisième saison consécutive se sont formés des ouragans de catégories 5 (en 2004 s'était formé Ivan et en 2003, Isabel). Jamais ceci n'avait été observé. Une tempête subtropicale a été identifiée dans les analyses après la saison cyclonique. Cela met ainsi le record à 28 cyclones.

## Noms des tempêtes 2005
| TT | Arlene |
| TT | Bret   |
| 1  | Cindy  |
| 4  | Dennis |

| 5  | Emily    |
| TT | Franklin |
| TT | Gert     |
| TT | Harvey   |

| 2  | Irene   |
| DT | 10      |
| TT | Jose    |
| 5  | Katrina |

| TT | Lee     |
| 3  | Maria   |
| 1  | Nate    |
| 1  | Ophelia |

| 1  | Philippe |
| 5  | Rita     |
| DT | 19       |
| 1  | Stan     |

| TS | Non-nommée |
| TT | Tammy      |
| DS | 22         |
| 1  | Vince      |

| 5  | Wilma |
| TS | Alpha |
| 3  | Beta  |
| TS | Gamma |

| TS | Delta   |
| 1  | Epsilon |
| TS | Zeta    |

| TT | Arlene |
| TT | Bret   |
| 1  | Cindy  |
| 4  | Dennis |

| 5  | Emily    |
| TT | Franklin |
| TT | Gert     |
| TT | Harvey   |

| 2  | Irene   |
| DT | 10      |
| TT | Jose    |
| 5  | Katrina |

| TT | Lee     |
| 3  | Maria   |
| 1  | Nate    |
| 1  | Ophelia |

| 1  | Philippe |
| 5  | Rita     |
| DT | 19       |
| 1  | Stan     |

| TS | Non-nommée |
| TT | Tammy      |
| DS | 22         |
| 1  | Vince      |

| 5  | Wilma |
| TS | Alpha |
| 3  | Beta  |
| TS | Gamma |

| TS | Delta   |
| 1  | Epsilon |
| TS | Zeta    |

### Juin et juillet

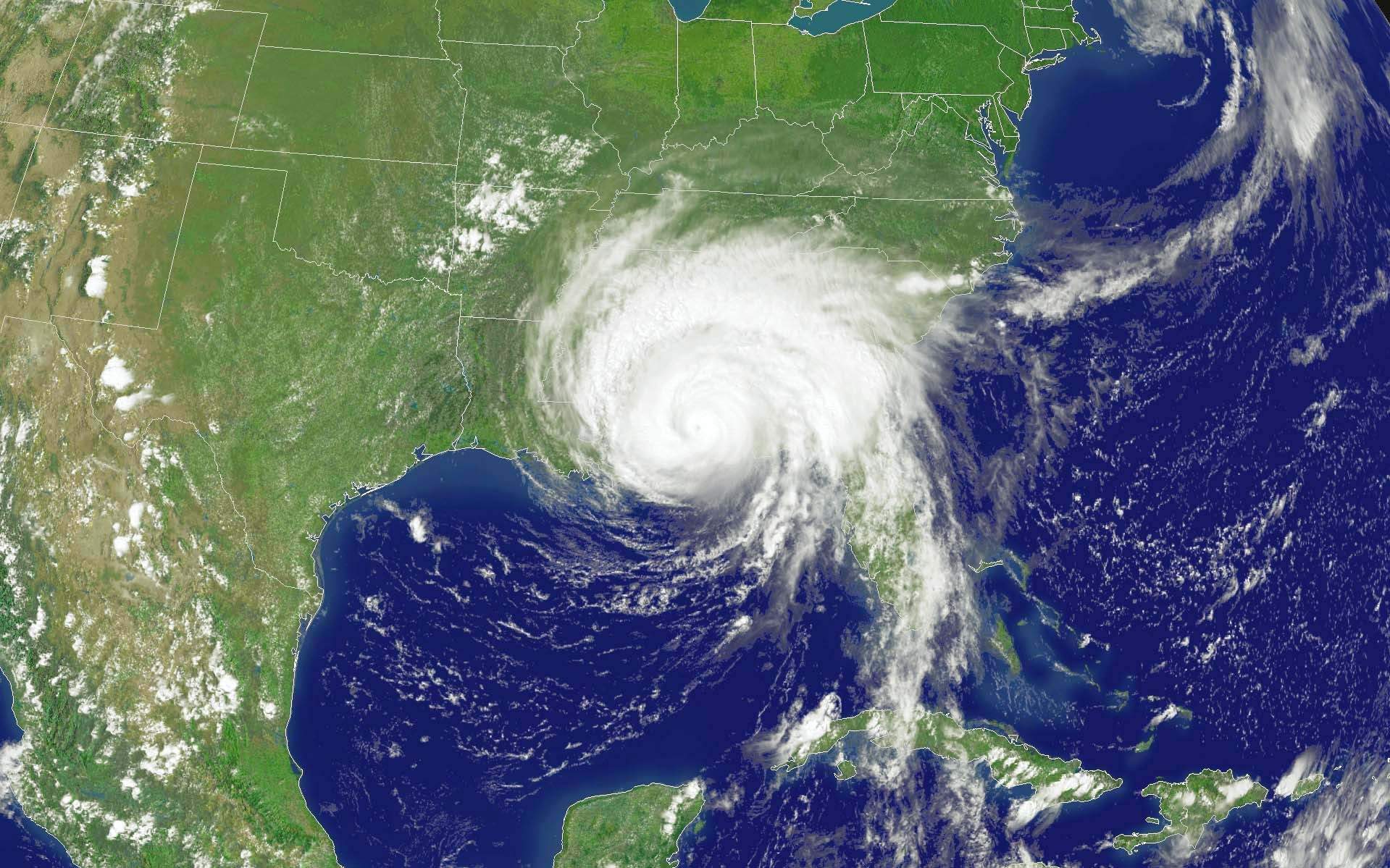
Ouragan Dennis.

Le 8 juin, pratiquement deux mois avant que la saison de l'année précédente n'ait débuté, la tempête tropicale Arlene se forme à l'est des Caraïbes, traversant Cuba avant de traverser le Panhandle de Floride le 11 juin. Arlene a causé quelques dégâts modérés, mais a malheureusement noyé une victime à Miami Beach (Floride),.
La tempête tropicale Bret s'est formée dans la baie de Campêche le 28 juin et traverse Veracruz la matinée suivante. La tempête a ravagé plus d'une centaine de maisons et a causé des inondations qui ont tué deux personnes.
L'ouragan Cindy se forme au golfe du Mexique le 4 juillet. À l'origine une tempête tropicale, Cindy traverse la Louisiane le 5 juillet en tant qu'ouragan de faible intensité, et apporte 130 mm de pluie, de nombreuses tornades et des inondations par endroits incluant Coden (Alabama) et fait trois morts,.

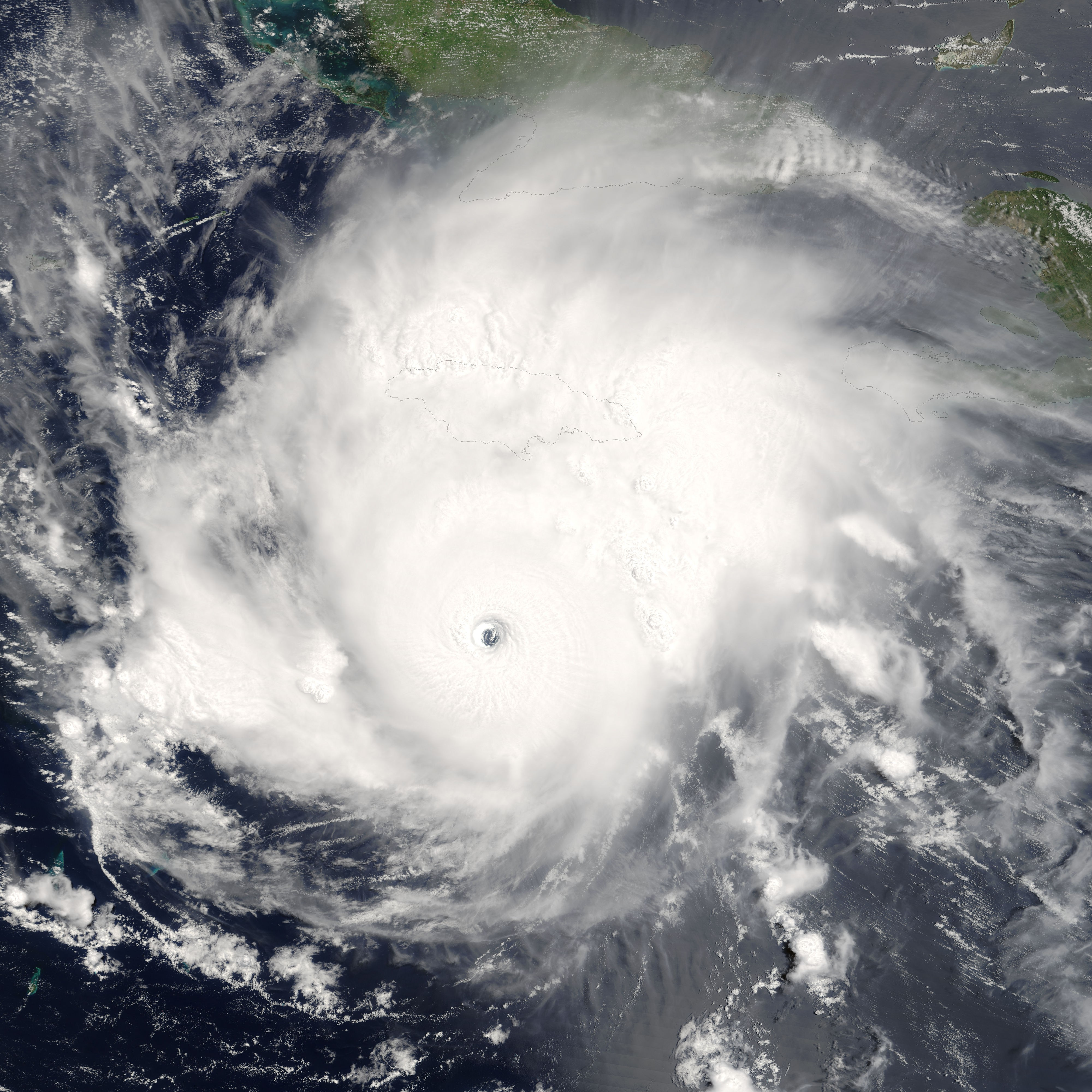
Photo satellite de l'ouragan Emily proche de son pic d'intensité.

Le 5 juillet, l'ouragan Dennis se forme à l'est des Caraïbes ; il traverse Grenade puis s'intensifie en ouragan de catégorie 4, la plus forte catégorie jamais enregistrée avec une pression de 930 mbar (hPa). Dennis stagne sur Cuba à pleine puissance, et finit par traverser le Panhandle de Floride. L'ouragan tue 89 personnes (principalement à Haïti) et cause pour 4 à 6 milliards de dollars de dégâts à Cuba et aux États-Unis,.
Peu après, l'ouragan Emily se forme dans l'océan Atlantique le 11 juillet. Il passe par la mer des Caraïbes puis s'intensifie rapidement en catégorie 4, et détient désormais le record d'intensité du mois de juillet lorsque sa pression atteint le pic de 929 mbar (hPa). Emily atteint brièvement le stade de catégorie 5. Emily traverse ensuite la péninsule du Yucatán durant son stade de catégorie 4 et à Tamaulipas durant son stade de catégorie 3. Emily tue au moins 14 personnes lors de son passage. Des dégâts estimés à 400 millions de dollars sont rapportés.
La tempête tropicale Franklin se forme en dehors des Bahamas le 18 juillet. Le cyclone se déplace au nord-ouest et devient extratropical en dehors des côtes ouest canadiennes sans pour autant les menacer.
La tempête tropicale Gert suit quelque temps après le 24 juillet. Gert stagne sur Veracruz près de l'endroit dans lequel Emily a frappé quelques jours plus tôt ; plus d'un millier de personnes sont évacuées à la suite de risques d'inondation, mais aucun dégât ni victime n'est déploré.

### Août
Comme pour le mois de juillet, le mois d'août connaît également un démarrage précoce dans la formation des cyclones : la tempête tropicale Harvey se forme au sud-ouest des Bermudes le 3 août. Harvey cause quelques pluies sur les Bermudes tandis qu'elle se déplace vers le nord-ouest ; elle devient extratropicale le 8 août.
La dépression tropicale, qui devient plus tard l’ouragan Irene se forme à l'ouest des îles du Cap-Vert le 4 août. Le système dépressionnaire se déplace du nord à l'ouest et ne reste au stade d'ouragan que jusqu'au 14 août, à tel point qu'il en devient un ouragan capverdien de la saison. Irene dérive au nord-est et atteint brièvement le stade de catégorie 2 avant de s'affaiblir de devenir extratropical le 18 août. Il ne pose aucune menace sur les terres.

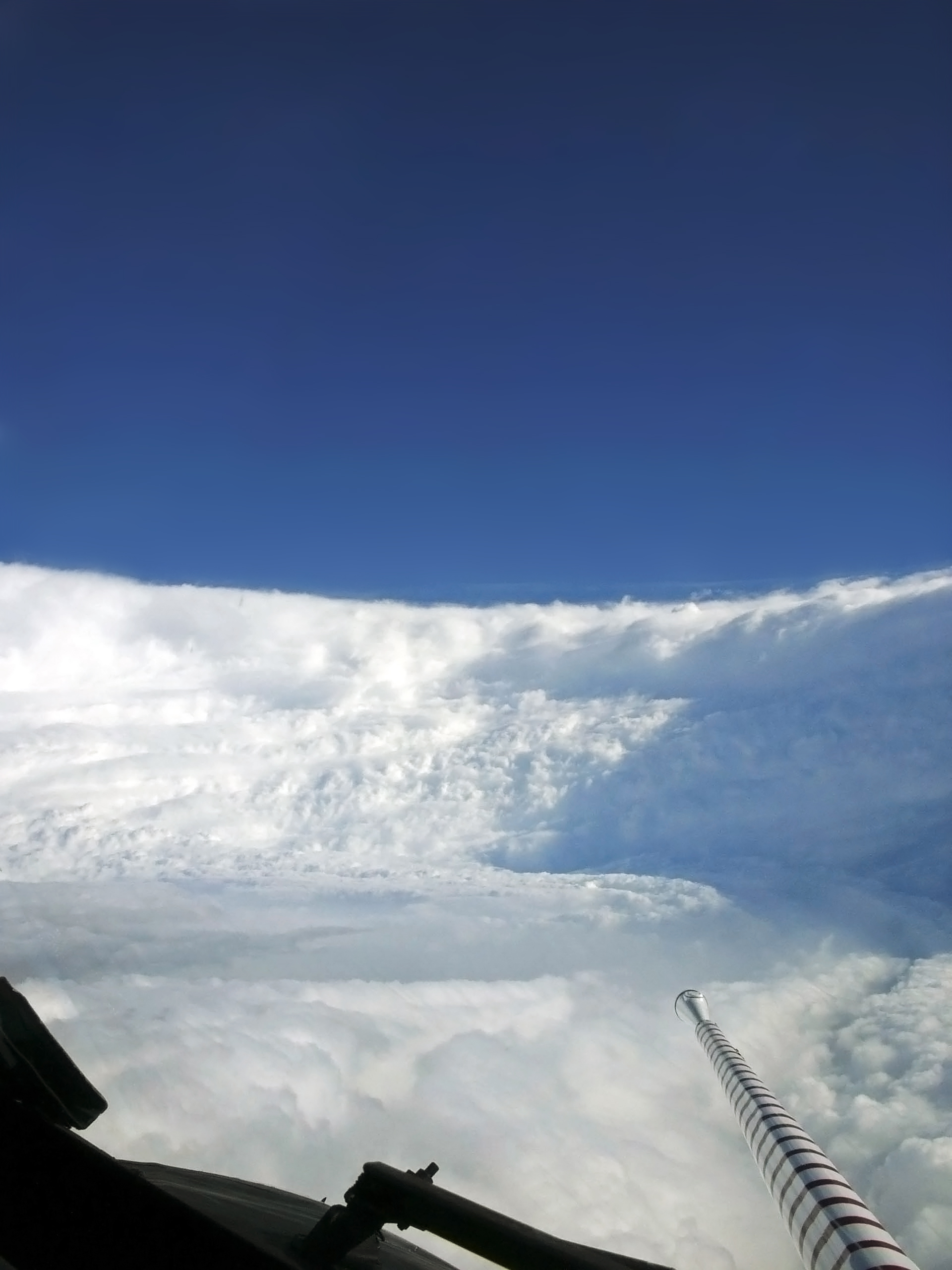
L'œil de l'ouragan Katrina.

La dépression tropicale Ten se forme à l'est des Petites Antilles le 13 août. Le système dépressionnaire se dissipe le lendemain. Quelques trainées météorologiques émergent et se mélangent à un autre système pour finalement contribuer à la formation de l'ouragan Katrina.
La tempête tropicale Jose suit et se forme dans la baie de Campêche le 22 août. Il se renforce rapidement et atteint les côtes mexicaines de Veracruz le 23 août, et menace de se renforcer. Vingt-cinq mille personnes sont évacuées de leur maison à Veracruz et six personnes sont tuées à Oaxaca de Juárez ; deux autres sont portées disparues. Au total, les dégâts sont estimés à 45 millions de dollars.
L'ouragan Katrina se forme vers la mi-août aux Bahamas. Il atteint le stade de tempête tropicale le 24 août pour ensuite atteindre le stade d'ouragan avant de frapper les côtes de Floride. Quelques heures plus tard, la tempête frappe le golfe du Mexique et s'intensifie rapidement en ouragan de catégorie 5 tandis qu'elle traverse le Loop Current le 28 août. Katrina traverse les terres le 29 août près du Mississippi sous le stade d'un violent ouragan de catégorie 3. Le cyclone, désormais de catégorie 5 cause des dégâts d'une ampleur phénoménale sur les zones côtières de Louisiane, du Mississippi et de l'Alabama. Les digues séparant le lac Pontchartrain de la ville de La Nouvelle-Orléans en Louisiane sont détruites et la ville est inondée à 80 %. Les dégâts sont estimés à 81,2 milliards de dollars. Katrina est l'ouragan le plus meurtrier aux États-Unis depuis le passage de l'ouragan Okeechobee, tuant au moins 1 836 personnes. L'ouragan de Galveston reste toutefois la catastrophe naturelle la plus meurtrière jamais enregistrée dans l'histoire des États-Unis avec 6 000 morts,.
Le 24 août, une onde tropicale se développe en dehors des côtes africaines et s'étend en une zone de basse pression. Elle devient finalement la dépression tropicale Treize le 28 août, à mi-chemin entre les Petites Antilles et l'Afrique.

### Septembre

L'ouragan Ophelia au large des côtes de Caroline du Nord.

L'ouragan Maria se forme au début du mois de septembre en tant que tempête tropicale vers les îles du Vent le 2 septembre. Maria atteint son pic d'intensité lors de son stade d'ouragan de catégorie 3 le 5 septembre, déviant au nord-est et s'affaiblissant avant de devenir extratropical le 10 septembre. D'une manière inhabituelle, le cyclone s'intensifie tandis qu'il dévie vers l'Islande.
L'ouragan Nate se forme au sud-ouest des Bermudes le 5 septembre et se déplace au nord-est tandis qu'il s'intensifie en ouragan de catégorie 1. Nate devient extratropical le 10 septembre ; le cyclone n'atteint jamais les terres.
L'ouragan Ophelia se forme sous la forme d'une dépression tropicale aux Bahamas le 6 septembre et atteint pratiquement les terres du Grand Bahama. La dépression atteint le stade de tempête tropicale en dehors des côtes de Floride avant de s'intensifier en ouragan de catégorie 1 et frappe les côtes de la Caroline du Sud avec de fortes rafales de vent les 12 et 13 septembre. L'œil de l'ouragan n'atteint jamais les terres et se déplace de nouveau dans la mer avant de devenir extratropical le 17 septembre et frappe par la suite les provinces de l'Atlantique. Les dégâts sont estimés à 700 millions de dollars.
L'ouragan Philippe se forme à l'est des îles Leeward le 17 septembre. Il se déplace vers le nord, atteignant le stade de catégorie 1 avant de s'affaiblir et de se dissiper le 23 septembre. Aucune terre n'est affectée.

### Octobre
L'ouragan Vince  se forme dans la partie est de l'océan Atlantique, au sud-sud-ouest des Açores, à partir de la dépression tropicale Twenty-Three. Le 10 octobre, peu après avoir atteint l'intensité d'ouragan, il est rétrogradé au rang de tempête tropicale. Le 11 octobre, il touche terre près de Huelva en Espagne et devient ainsi le premier cyclone tropical de l'histoire à toucher la péninsule Ibérique.
Vince a été la 21e tempête tropicale, égalant le record de la saison cyclonique 1933 avec 21 cyclones, et le 11e ouragan de la saison cyclonique 2005 de l'océan Atlantique. Vince s'est développé à l'extrême est de l'Atlantique et est resté dans cette zone un moment avant de prendre la direction de la péninsule Ibérique le 11 octobre, ce qui ne s'était jamais produit auparavant. Bien qu'étant une tempête relativement faible et de courte durée qui n'a créé aucun dommage, c'est l'ouragan le plus inhabituel à s'être jamais formé dans l'océan Atlantique.

## Chronologie des événements
* Ces noms ont été retirés de la liste de l'Organisation météorologique mondiale

## Anomalies dans l'océan Atlantique nord
Les conditions dans l’Atlantique nord en 2005 étaient compatibles avec d'autres saisons cycloniques très actives. Cependant, l'amplitude et l'étendue spatiale des anomalies de température et de cisaillement du vent étaient généralement plus importantes que celles observées au cours des saisons cycloniques précédentes.

### Température de surface de la mer
Les températures de la surface de la mer dans la région principale de développement des ouragans (l'Atlantique tropical, la mer des Caraïbes et le golfe du Mexique) ont atteint des niveaux records de 0,9 °C au-dessus de la normale entre les mois juin et octobre de l’année 2005. Ces conditions océaniques, avec des eaux de surface extrêmement chaudes, ont été une importante source d'énergie pour les puissants ouragans qui se sont formés au cours de cette saison .

### Cisaillement vertical du vent
La région Atlantique nord a présenté des anomalies négatives des valeurs de cisaillement vertical du vent, très inférieur au seuil de 8 m/s nécessaire pour la formation de cyclones tropicaux. Le résultat a été un renforcement de la crête subtropicale à 200 hPa sur l'ouest de l'Atlantique nord. En plus, il a eu une diminution de la pression au niveau moyen de la mer, à cause du déplacement plus au nord-est de l'anticyclone des Açores-Bermudes, et en conséquence  une diminution des alizés de surface.